# Station Tipton
Tipton is een spoorwegstation van National Rail in Tipton, Sandwell in Engeland. Het station is eigendom van Network Rail en wordt beheerd door West Midland Trains. Het station is geopend in 1852.